# دشمن درون (مجموعه تلویزیونی)
The Enemy Within‎ یک مجموعه تلویزیونی درام آمریکایی است که از فوریه ۲۰۱۹ از شبکه ان‌بی‌سی شروع به پخش شده است. داستان این مجموعه در مورد اریکا شفرد مسئول سازمان سیا می باشد که دختر وی توسط تروریست های روسیه گروگان گرفته شده است و اریکا چهار مامور خبره خود را مامور می کند تا جان دختر وی را نجات دهند.
 این سریال به دلیل افت محبوبیت پس از یک فصل در تاریخ ۳۰ می ۲۰۱۹ کنسل شد و ادامه آن و فصل دوم هرگز ساخته نشد